# Chrysocolletes strangomeles
Chrysocolletes strangomeles là một loài Hymenoptera trong họ Colletidae. Loài này được Maynard mô tả khoa học năm 1996.

## Hình ảnh

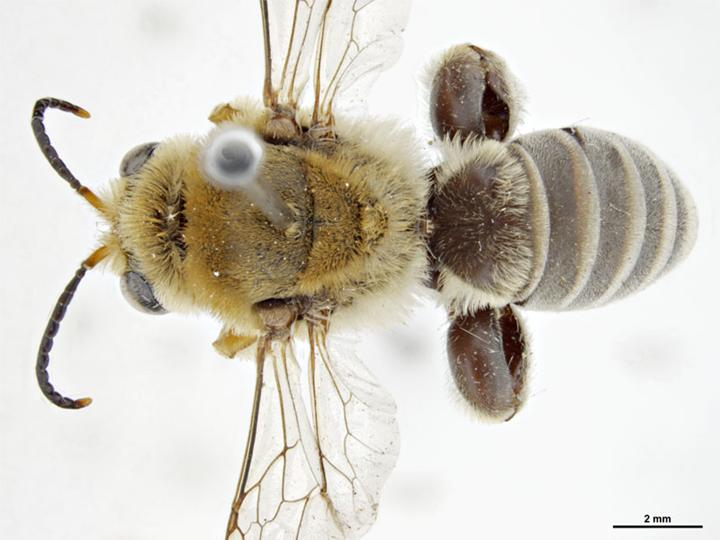